# Eben Swift

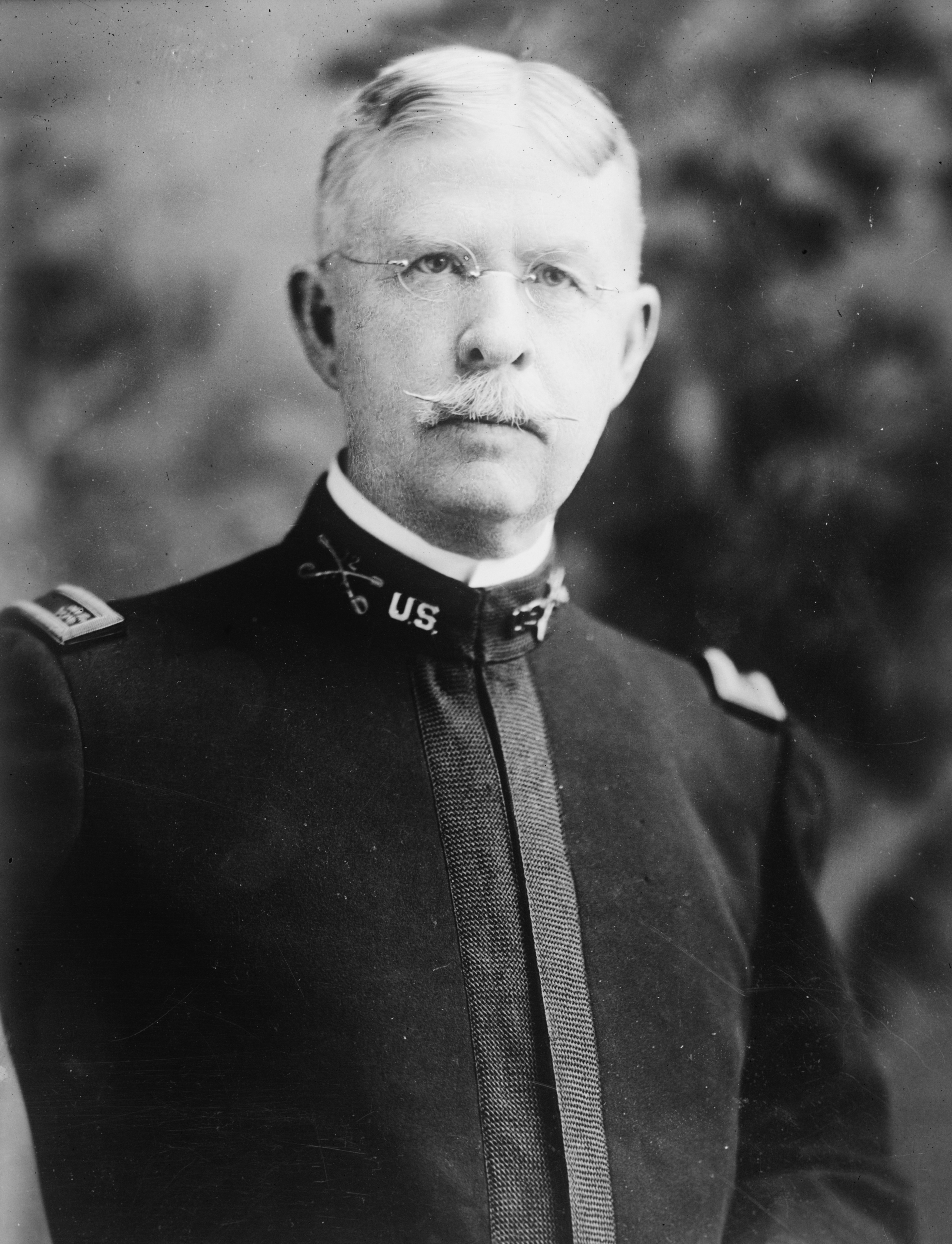
Eben Swift (1916)

Eben Swift (* 11. Mai 1854 in Fort Chadbourne, im heutigen Coke County, Texas; † 25. April 1938 in Washington, D.C.) war ein Generalmajor der United States Army. Er kommandierte unter anderem die 82. US-Luftlandedivision.
Eben Swift war der Sohn von Captain Ebenezer Swift (1817–1885), einem Militärarzt, und dessen Frau Sara Capers (1832–1880). Er besuchte das Racine College in Wisconsin, die Washington University in St. Louis in Missouri und das Dickinson College in Carlisle in Pennsylvania.
In den Jahren 1872 bis 1876 durchlief er die United States Military Academy in West Point. Nach seiner Graduation wurde er als Leutnant der Infanterie zugeteilt. Wenig später wechselte er zur Kavallerie. In der Armee durchlief er anschließend alle Offiziersränge bis zum Zweisterne-General. Zu Beginn seiner Laufbahn wurde er im Westen der Vereinigten Staaten unter anderem in den Staaten Wyoming, Montana, Nebraska, Idaho und Colorado eingesetzt. Dabei wurde er in der Endphase der Indianerkriege in Gefechte mit den Ureinwohnern des Landes verwickelt. In diesen Jahren gehörte er zumeist dem 5. Kavallerieregiment an. Zwischenzeitlich gehörte er auch zum Stab von General Wesley Merritt.
Im Dezember 1893 wurde Swift zum Hauptmann befördert. Von Herbst 1893 bis Frühjahr 1897 war er Dozent an der Infantry and Cavalry School in Fort Leavenworth. Während des Spanisch-Amerikanischen Kriegs war er mit Einheiten aus Kriegsfreiwilligen aus dem Staat Illinois auf Kuba und Puerto Rico eingesetzt. Dort kommandierte er unter anderem zwei Bataillone, eines davon stellte er selbst als Gebirgsbataillon auf.
In den folgenden Jahren versah Eben Swift, der seit 1903 Major der regulären Armee war, verschiedene Militäraufgaben bei diversen Kavallerieregimentern. Zudem war er als Stabsoffizier unter anderem in Washington, D.C. tätig. Zudem war er erneut Dozent an der Infantry and Cavalry School. Während des Russisch-Japanischen Kriegs war er als amerikanischer Militärbeobachter in der Mandschurei. Zwischenzeitlich war er auch Direktor des United States Army War Colleges.
Am 17. Januar 1911 erreichte Swift den Rang eines Oberstleutnants und im Februar 1912 erfolgte seine Beförderung zum Oberst. Von 1911 bis 1914 war er auf den Philippinen stationiert. Nach seiner im September 1916 erfolgte Beförderung zum Brigadegeneral kommandiere er während der Mexikanischen Expedition eine provisorisch aufgestellte Kavalleriedivision. Nach dem amerikanischen Eintritt in den Ersten Weltkrieg erhielt Swift als Generalmajor das Kommando über die gerade erst aufgestellte 82. Infanteriedivision, die später in 82. Luftlandedivision umbenannt wurde. Er war damit erster Kommandeur dieser Einheit, die in Fort Gordon (damals Camp Gordon) in Georgia stationiert war. Er bereitete den Kriegseinsatz der Division vor, begleitete sie aber nicht auf den europäischen Kriegsschauplatz. Sein Kommando endete am 23. November 1917. Anfang 1918 kommandierte er die amerikanischen Truppen in Italien. In dieser Zeit erhielt er auch den italienischen Orden Ordine dei Santi Maurizio e Lazzaro. Am 11. Mai 1918 erreichte er das Pensionsalter, womit er aus dem aktiven Militärdienst ausschied. Allerdings wurde er in den Jahren 1919 und 1920 für kurze Zeit reaktiviert um als Dozent beim Reserve Officer Training Corps Vorträge zu halten. Er verfasste auch mehrere Bücher und Fachartikel zu militärischen Themen.
Eben Swift war seit 1880 mit Susanne Bonaparte Palmer (1857–1930) verheiratet. Diese war eine Tochter des Brigadegenerals Innis N. Palmer (1824–1900). Unter den fünf Kindern des Paares war auch der Sohn Innis P. Swift (1882–1953), der es in der Armee ebenfalls bis zum Generalmajor bringen sollte. Eben Swift starb am 25. April 1938 in der Bundeshauptstadt Washington und wurde auf dem Nationalfriedhof Arlington beigesetzt.